# Alpinus (imię)
Alpinus – imię męskie pochodzenia łacińskiego, utworzone od nazwy Alpes, 'Alpy' i dodanie przyrostka -inus lub oboczna forma innego cognomen: Albinus, od wyrazu pospolitego albus / alpus 'biały, jasny'.
Patronem imienia jest św. Alpinus (biskup Châlon-sur-Marne) wspominany w Kościele katolickim 7 września.
Odpowiedniki w innych językach:
- (fr.) Alpin
- (ang.) Alben, Albin
- (łac.) Albinus
- (niem.) Albin
- (ros.) Albin, Alwin

Zobacz też:
- Albin – imię
- Alpinus – marka odzieży